# Shōri no Big Wave!
Singles de Athena & Robikerottsu
Seishun! Love Lunch
(2008)
 Shōri no Big Wave!!!  (勝利のBIG WAVE!!!, ou Shouri no Big Wave!!!) est le premier single du groupe temporaire Athena & Robikerottsu, sorti le 14 novembre 2007 au Japon sur le label zetima. Il atteint la 31e place du classement de l'Oricon, et reste classé pendant trois semaines, se vendant à 5 913 copies durant cette période. Il sort aussi dans une édition limitée avec une pochette différente et un livret en supplément.
La chanson-titre, écrite et composée par Yozuca (en), sert de troisième thème d'ouverture à la série anime Robby & Kerobby (épisodes 28 à 39), succédant au titre Meguru Koi no Kisetsu de Cute ; elle figurera sur la compilation Hello! Project Special Unit Mega Best qui sortira fin 2008. La chanson en "face B", Honki Meki-meki, Toki Meki-meki, écrite par Meg Rock, sert de thème de fin à cette même série. Le clip vidéo de la chanson-titre figurera sur la version DVD de la compilation du Hello! Project de fin d'année Petit Best 8, puis sur le DVD de la compilation Special Unit Mega Best.

## Interprètes
- Risa Niigaki (de Morning Musume)
- Aika Mitsui (de Morning Musume)
- Saki Nakajima (de Cute)
- Chisato Okai (de Cute)

## Liste des titres
1. Shōri no Big Wave!!!  (勝利のBIG WAVE!!!?)
2. Honki Meki-meki, Toki Meki-meki  (本気メキメキ♥トキメキメキ?)
3. Shōri no Big Wave!!! (Instrumental)  (勝利のBIG WAVE!!!...?)